# Edgar Wallace
Richard Horatio Edgar Wallace (Ashburnham Grove, 1 de abril de 1875 – 10 de fevereiro de 1932) foi um prolífico jornalista, dramaturgo e romancista inglês, autor de histórias policiais e de suspense que se tornaram muito populares. Escreveu 175 livros, 24 peças de teatro e contos policiais para jornais. Mais de 160 filmes foram adaptados a partir dos seus romances, mais do que qualquer outro autor. Na década de 1920, do Século XX, um dos seus editores afirmou que um quarto de todos os livros lidos em Inglaterra haviam sido escritos por Wallace.

## Biografia
Edgar Wallace nasceu a 1 de Abril de 1875, Ashburnham Grove, Greenwich, Londres. Os pais, os atores Polly Richards e Richard Horatio Edgar Marriott, que usava o nome de Walter Wallace, entregaram-no para adopção a George Freeman. O jovem Edgar deixou a escola aos 12 anos, teve vários empregos antes de se alistar no exército aos 18 anos, ao serviço do Royal West Kent Regiment, entre 1893 e 1896. Neste último ano, Wallace viajou para a África do Sul, onde serviu no Medical Staff Corps. Durante este tempo escreveu poemas, bem como reportagens para vários jornais. Na tropa, chamavam-no "the soldier poet", o soldado poeta. Os seus poemas de então foram reunidos no volume The Mission That Failed (1898).
Depois de regressar à vida civil, tornou-se correspondente para a Reuters e trabalhou para vários jornais: Daily Mail, Standard', The Week-End Racing Supplement, Evening News, The Story Journal, Town Topics, e The Star. Em 1902 foi igualmente editor do Royal Daily Mail em Joanesburgo antes de regressar a Londres.
Casou com Ivy Maude Caldecott, de quem teve uma filha em 1900, Eleanor Clare Hellier Wallace. Em 1904 nasce o seu filho Bryan Edgar Wallace e em 1908 a terceira filha do casal, Patricia Marion Caldecott Wallace. Devido a constante esbanjamento de dinheiro, o casamento começou a entrar em rotura, apesar do nascimento do quarto filho em 1916, de nome Michael Blair Wallace. Finalmente divorciou-se em 1918 e em 1921 casou-se com Violet King, sua secretária, de quem teve uma filha, Penelope Wallace, nascida em 1923. Ainda assim, a morte da sua primeira mulher em 1925 devido a cancro da mama deixou-o emocionalmente devastado.
Nos anos 1920 e 30, do Século XX, Wallace era o escritor de mistério mais famoso na Europa e nos Estados Unidos. Muitos atribuem-lhe a invenção do thriller moderno e as suas obras têm enredos complexos mas claramente desenvolvidos e são famosas pelo seu suspense. Ganhou muito dinheiro com os direitos de autor mas perdeu-o devido à vida extravagante que levou e às apostas nos cavalos. Wallace morreu a 10 de Fevereiro de 1932, a caminho de Hollywood para escrever o argumento do filme King Kong.

## Obra literária
O seu primeiro romance The Four Just Men (Os Quatro Homens Justos), publicado em 1905, foi baseado em matéria que colheu como repórter de um crime. Seguiu-se Sanders of the River (1911). Entre as suas obras mais populares destacam-se On the Spot (1931, Na Boca do Lobo) e a sua autobiografia People: Edgar Wallace, The Biography of a Phenomenon (1926). Centenas de romances e peças de Wallace foram adaptados ao cinema e à televisão.

### Títulos publicados

#### Romances em África
- Sanders of the River (1911)
- The People of the River (1911)
- The River of Stars (1913)
- Bosambo of the River (1914)
- Bones (1915)
- The Keepers of the King's Peace (1917)
- Lieutenant Bones (1918)
- Bones in London (1921)
- Sandi the Kingmaker (1922)
- Bones of the River (1923)
- Sanders (1926)
- Again Sanders (1928)

#### Romances policiais e compilações de contos
- The Four Just Men (1904)
- Angel Esquire (1908)
- The Nine Bears (1910)
- The Fourth Plague (1913)
- Grey Timothy (1913)
- The Man Who Bought London (1915)
- The Melody of Death (1915)
- A Debt Discharged (1916)
- The Tomb of T'Sin (1916)
- The Just Men of Cordova (1917)
- The Secret House (1917)
- The Clue of the Twisted Candle (1918)
- Down under Donovan (1918)
- The Green Rust (1919)
- Kate Plus 10 (1919)
- The Man Who Knew (1919)
- The Daffodil Mystery (1920)
- Jack O'Judgment (1920)
- The Law of the Four Just Men (1921)
- The Angel of Terror (1922)
- The Crimson Circle (1922)
- Mr. Justice Maxell (1922)
- The Valley of Ghosts (1922)
- Captains of Souls (1923)
- The Clue of the New Pin (1923)
- The Green Archer (1923). Transformado em seriado em 1925, pela Pathé, sob o título The Green Archer.[1]
- The Missing Million (1923)
- The Dark Eyes Of London (1924)
- Double Dan (1924)
- Educated Evans (1924)
- The Face in the Night (1924)
- Room 13 (1924)
- The Sinister Man (1924)
- The Three Oak Mystery (1924)
- The Blue Hand (1925)
- The Daughters of the Night (1925)
- The Fellowship of the Frog (1925. Transformado em seriado de 10 capítulos em 1928, sob o título Mark of the Frog,[2] pela Pathé Exchange.
- The Gaunt Stranger (1925)
- A King by Night (1925)
- The Mind of Mr. J.G. Reeder (1925)
- The Strange Countess (1925)
- The Avenger (1926)
- The Black Abbot (1926)
- The Day of Uniting (1926)
- The Door with Seven Locks (1926)
- The Joker (1926)
- The Man from Morocco (1926)
- The Million Dollar Story (1926)
- More Educated Evans (1926)
- The Northing Tramp (1926)
- Penelope of the Polyantha (1926)
- The Square Emerald (1926)
- The Terrible People (1926). Transformado em seriado de 10 capítulos em 1928, sob o título homônimo The Terrible People,[3] pela Pathé. Em 1960, foi feito um remake alemão, sob o título Die Bande des Schreckens (no Brasil, “A Quadrilha do Horror”)[4]
- We Shall See! (1926)
- The Yellow Snake (1926)
- The Big Foot (1927)
- The Brigand (1927)
- The Feathered Serpent (1927)
- Flat 2 (1927)
- The Forger (1927)
- Good Evans (1927)
- The Hand of Power (1927)
- The Man Who Was Nobody (1927)
- The Mixer (1927)
- Number Six (1927)
- The Squeaker (1927)
- Terror Keep (1927)
- The Traitor's Gate (1927)
- The Double (1928)
- Elegant Edward (1928)
- The Flying Squad (1928)
- The Gunner (1928)
- The Orator (1928)
- The Thief in the Night (1928)
- The Twister (1928)
- Again the Ringer (1929)
- Again the Three Just Men ou The Law of the Three Just Men (1929)
- The Big Four (1929)
- The Black (1929)
- The Cat-Burglar (1929)
- Circumstantial Evidence (1929)
- Fighting Snub Reilly (1929)
- For Information Received (1929)
- Forty-Eight Short Stories (1929)
- Four Square Jane (1929)
- The Ghost of Down Hill (1929)
- The Golden Hades (1929)
- The Calendar (1930)
- The Hand of Power (1930)
- The Keepers of the King's Peace (1930)
- Silinski - Master Criminal: Detective T.B.Smith (1930)
- The Thief in the Night (1930)
- White Face (1930)
- The Clue of the Silver Key ou The Silver Key (1930)
- The Lady of Ascot (1930)
- O Homem do Diabo - no original The Devil Man (1931)
- The Man at the Carlton (1931)
- The Coat of Arms ou The Arranways Mystery (1931)
- On the Spot: Violence and Murder in Chicago (1931)
- The Ringer Returns ou Again the Ringer (1931)
- Mr J.G. Reeder Returns (1932)
- Sergeant Sir Peter ou Sergeant Dunn, C.I.D. (1932)
- When the Gangs Came to London (1932)
- The Frightened Lady (1933)
- The Green Pack (1933)
- The Mouthpiece (1935)
- Smoky Cell (1935)
- The Table (1936)
- Sanctuary Island (1936)
- Death Packs a Suitcase (1961)
- Big Foot (1967)
- The Road to London (1986)
- The Jewel
- The Shadow Man
- King Kerry

#### Outros romances
- The Mission That Failed (1898)
- War and Other Poems (1900)
- Writ in Barracks (1900)
- Unofficial Despatches (1901)
- Smithy (1905)
- The Council of Justice (1908)
- Captain Tatham of Tatham Island (1909)
- Smithy Abroad (1909)
- The Duke in the Suburbs (1909)
- Private Selby (1912)
- The Admirable Carfew (1914)
- Smithy and the Hun (1915)
- Tam Of The Scouts (1918)
- Those Folk of Bulboro (1918)
- The Adventure of Heine (1919)
- The Fighting Scouts (1919)
- The Book of all Power (1921)
- Flying Fifty-five (1922)
- The Books of Bart (1923)
- Chick (1923)
- Barbara on Her Own (1926)
- This England (1927)

### Livros não ficcionados
- Famous Scottish Regiments (1914)
- Field Marshal Sir John French (1914)
- Heroes All: Gallant Deeds of the War (1914)
- The Standard History of the War (1914)
- Kitchener's Army and the Territorial Forces: The Full Story of a Great Achievement (1915)
- 1925 - The Story of a Fatal Place (1915)
- Vol. 2-4. War of the Nations (1915)
- Vol. 5-7. War of the Nations (1916)
- Vol. 8-9. War of the Nations (1917)
- Tam of the Scouts (1918)
- People (1926)

### Argumentos
- King Kong (1932, faleceu antes de o completar)

### Peças teatrais
- The Ringer (1929)
- On the Spot (1930)
- The Squeaker (1930)